# 齊圖利亞
50°4′33″N 23°47′6″E / 50.07583°N 23.78500°E
齊圖利亞（烏克蘭語：Цитуля），是烏克蘭西部的村莊，隸屬利維夫州的利維夫區。該村始建於1460年，面積0.27平方公里，海拔高度241米，人口143，人口密度每平方公里531.6人。